# Дущенко, Евгений Александрович
Евге́ний Алекса́ндрович Ду́щенко (укр. Євгеній Олександрович Дущенко; 28 января 1953, Весёлый, Ростовская область, РСФСР, СССР) — советский и российский тренер, волейболист.

## Биография
Переехал в Куйбышев в начальной школе. Волейболом увлёкся - в 17 лет, будучи учащимся куйбышевского приборостроительного техникума. Выступал за сборную областного «Труда» — стал чемпионом ЦС этого общества среди юношей. По окончании техникума попал служить в ракетные войска.
После армии стал работать инструктором физкультуры на заводе «КАТЭК», ныне «Завод имени Тарасова». Работал директором заводского стадиона и тренером-почасовиком.
В 23 года стал тренировать и мужскую, и женскую команды предприятия. Первый тренер Александр Колчин привил Евгению работоспособность. После победы заводской команды в чемпионате города и области полностью переключился на работу с женской командой. Все титулы и звания заработал вместе с командой «Искра». Стоял у ее руля от самого основания до расформирования в 2009 году.
В 1979 году окончил Волгоградский институт физической культуры.
С 1995 по 2004 года член президиума Всероссийской федерации волейбола.

## Достижения
игрок
- Первенство Куйбышевского областного ЦС «Труд»
  - Победитель (юноши): 1970

тренер
- Кубок России по волейболу среди женщин
  - Обладатель кубка: 2000
  - Серебряный призёр: 1998
  - Бронзовый призёр: 1999
- высшая лига
  - Победитель: 1995/1996
  - Серебряный призёр: 1999/2000

награды
- Почётный знак «За заслуги в развитии физической культуры и спорта» (2003)
- Почётный знак Всероссийской федерации волейбола «За развитие волейбола в России» (2011)